# Zollmühle (Ellingen)
Zollmühle ist ein Gemeindeteil der Stadt Ellingen im Landkreis Weißenburg-Gunzenhausen (Mittelfranken, Bayern). Zollmühle liegt in der Gemarkung Ellingen.

## Lage
Die Einöde liegt zweieinhalb Kilometer nördlich von Ellingen direkt an der Schwäbischen Rezat. Rund 500 Meter östlich verläuft die Bundesstraße 2. Bei der Zollmühle mündet der Walkershöfer Weihergraben in die Schwäbische Rezat.
Die Zollmühle ist von einem 2004 eröffneten 18-Loch-Golfplatz mit einer Spiellänge von 6128 Metern umgeben. Das Hauptgebäude wird als Clubhaus sowie als Café genutzt.
Rund 500 Meter von der Zollmühle entfernt, neben der Golfanlage, befinden sich Überreste eines römischen Wachturms. Rund um die Zollmühle gibt es Siedlungsspuren aus vorgeschichtlicher Zeit. Der Rätische Limes befand sich rund 350 Meter nördlich.

## Baudenkmäler
Das einzige Baudenkmal von Zollmühle ist ein zweigeschossiges Wohnhaus mit mittelalterlichen Fundamenten und einem Satteldach aus dem 18. Jahrhundert und einer Heiligenfigur über dem Portal.